# Avonmore
Avonmore – 14. solowy album Bryana Ferry’ego wydany 17 listopada 2014. Artysta powraca nim do swojego klasycznego stylu. Do współpracy nad nowym materiałem Ferry zaprosił takich muzyków jak: Johnny Marr (współzałożyciel, gitarzysta i kompozytor The Smiths), gitarzysta Nile Rogers, Marcus Miller (basista Milesa Davisa i Herbiego Hancocka). Gościnnie pojawiają się także: Flea (Red Hot Chili Peppers), Ronnie Spector, Mark Knopfler i Maceo Parker. Album składa się z ośmiu oryginalnych kompozycji oraz dwóch coverów: „Send in the Clowns” Stephena Sondheima i „Johnny and Mary” Roberta Palmera.
Produkcja albumu to dzieło samego Ferry’ego oraz Rhetta Daviesa, natomiast za mix odpowiada Craig Silvey (The Horrors, Arcade Fire, The National). Album dostępny jest jako CD, vinyl oraz w wersji elektronicznej.
Singlem zapowiadającym całość jest kompozycja „Loop De Li”. W teledysku do Loop De Li w rolę psychopatycznego mordercy wcielił się aktor, model i piosenkarz Sam Woodhams

## Lista utworów
Lista według Discogs:
| 1.  | Loop De Li            | 4:18  |
|     |                       |       |
| 2.  | Midnight Train        | 3:49  |
|     |                       |       |
| 3.  | Soldier Of Fortune    | 4:25  |
|     |                       |       |
| 4.  | Driving Me Wild       | 3:37  |
|     |                       |       |
| 5.  | A Special Kind Of Guy | 3:14  |
|     |                       |       |
| 6.  | Avonmore              | 5:13  |
|     |                       |       |
| 7.  | Lost                  | 2:47  |
|     |                       |       |
| 8.  | One Night Stand       | 5:05  |
|     |                       |       |
| 9.  | Send In The Clowns    | 4:03  |
|     |                       |       |
| 10. | Johnny And Mary       | 6:50  |
|     |                       |       |
|     |                       | 43:21 |
|     |                       |       |